# Demicryptochironomus neglectus
Demicryptochironomus neglectus är en tvåvingeart som beskrevs av Reiss 1988. Demicryptochironomus neglectus ingår i släktet Demicryptochironomus och familjen fjädermyggor. Arten har ej påträffats i Sverige. Inga underarter finns listade i Catalogue of Life.